# Ukrajna az 1994. évi téli olimpiai játékokon
Ukrajna a norvégiai Lillehammerben megrendezett 1994. évi téli olimpiai játékok egyik részt vevő nemzete volt. Az országot az olimpián 10 sportágban 37 sportoló képviselte, akik összesen 2 érmet szereztek. Ukrajna önállóan először vett részt az olimpiai játékokon, és a műkorcsolyázó Okszana Bajul révén első olimpiai aranyérmét is megszerezte.

## Érmesek
| Érem  | Versenyző               | Sportág     | Versenyszám       |
| ----- | ----------------------- | ----------- | ----------------- |
| Arany | Okszana Bajul           | Műkorcsolya | Női egyéni        |
| Bronz | Valentina Cerbe-Neszina | Biatlon     | Női 7,5 km sprint |

## Alpesisí
Női
| Versenyző          | Versenyszám            | 1. futam | 1. futam | 2. futam      | 2. futam      | Összesítés | Összesítés |
| Versenyző          | Versenyszám            | Idő      | Hely.    | Idő           | Hely.         | Idő        | Helyezés   |
| ------------------ | ---------------------- | -------- | -------- | ------------- | ------------- | ---------- | ---------- |
| Olha Lohinova      | Lesiklás               |          |          |               |               | 1:43,07    | 37.        |
| Olha Lohinova      | Műlesiklás             | 1:03,49  | 29.      | kizárták      | kizárták      | kiesett    | kiesett    |
| Olha Lohinova      | Óriás-műlesiklás       | 1:26,78  | 33.      | nem ért célba | nem ért célba | kiesett    | kiesett    |
| Olha Lohinova      | Szuperóriás-műlesiklás |          |          |               |               | 1:30,00    | 40.        |
| Hrisztina Podrusna | Lesiklás               |          |          |               |               | 1:46,96    | 42.        |

| Versenyző          | Versenyszám | Lesiklás | Lesiklás | Műlesiklás    | Műlesiklás    | Műlesiklás | Műlesiklás | Műlesiklás | Műlesiklás | Összesítés | Összesítés |
| Versenyző          | Versenyszám | Lesiklás | Lesiklás | 1. futam      | 1. futam      | 2. futam   | 2. futam   | Össz.      | Össz.      | Összesítés | Összesítés |
| Versenyző          | Versenyszám | Idő      | Hely.    | Idő           | Hely.         | Idő        | Hely.      | Idő        | Hely.      | Idő        | Helyezés   |
| ------------------ | ----------- | -------- | -------- | ------------- | ------------- | ---------- | ---------- | ---------- | ---------- | ---------- | ---------- |
| Olha Lohinova      | Összetett   | 1:33,29  | 30.      | 54,26         | 17.           | 51,88      | 18.        | 1:46,14    | 15.        | 3:19,43    | 18.        |
| Hrisztina Podrusna | Összetett   | 1:35,21  | 35.      | nem ért célba | nem ért célba | kiesett    | kiesett    | kiesett    | kiesett    | kiesett    | kiesett    |

## Biatlon
Férfi
| Versenyző                                                      | Versenyszám      | Lövőhiba    | Időeredmény | Helyezés |
| -------------------------------------------------------------- | ---------------- | ----------- | ----------- | -------- |
| Torasz Dolnyij                                                 | 10 km sprint     | 1 (1+0)     | 30:16,6     | 18.      |
| Torasz Dolnyij                                                 | 20 km egyéni     | 3 (0+1+0+2) | 59:51,1     | 12.      |
| Valentin Dzsima                                                | 10 km sprint     | 3 (1+2)     | 31:31,8     | 40.      |
| Ivan Makszimov                                                 | 10 km sprint     | 3 (1+2)     | 31:52,7     | 47.      |
| Vitalij Mohilenko                                              | 20 km egyéni     | 3 (1+0+1+1) | 1:01:07,7   | 26.      |
| Roman Zvonkov                                                  | 20 km egyéni     | 0 (0+0+0+0) | 1:00:06,8   | 14.      |
| Vitalij Mohilenko Torasz Dolnyij Valentin Dzsima Roman Zvonkov | 4 × 7,5 km váltó | 4+1         | 1:35:48,0   | 15.      |

Női
| Versenyző                                                             | Versenyszám      | Lövőhiba      | Időeredmény   | Helyezés      |
| --------------------------------------------------------------------- | ---------------- | ------------- | ------------- | ------------- |
| Nagyija Billjova                                                      | 15 km egyéni     | 3 (1+0+1+1)   | 54:44,3       | 13.           |
| Olena Petrova                                                         | 15 km egyéni     | nem ért célba | nem ért célba | nem ért célba |
| Marina Szkolota                                                       | 7,5 km sprint    | 3 (2+1)       | 28:11,3       | 33.           |
| Olena Zubrilova                                                       | 7,5 km sprint    | 2 (1+1)       | 27:06,8       | 14.           |
| Olena Zubrilova                                                       | 15 km egyéni     | 4 (0+1+2+1)   | 54:40,4       | 12.           |
| Valentina Cerbe-Neszina                                               | 7,5 km sprint    | 0 (0+0)       | 26:10,0       |               |
| Valentina Cerbe-Neszina Marina Szkolota Olena Petrova Olena Zubrilova | 4 × 7,5 km váltó | 3             | 1:54:26,5     | 5.            |

## Bob
| Versenyző                                                       | Versenyszám | 1. futam | 1. futam | 2. futam | 2. futam | 3. futam | 3. futam | 4. futam | 4. futam | Összesítés | Összesítés |
| Versenyző                                                       | Versenyszám | Idő      | Hely.    | Idő      | Hely.    | Idő      | Hely.    | Idő      | Hely.    | Idő        | Helyezés   |
| --------------------------------------------------------------- | ----------- | -------- | -------- | -------- | -------- | -------- | -------- | -------- | -------- | ---------- | ---------- |
| Olekszij Zsukov Olekszandr Bortyuk                              | Kettes      | 54,71    | 34.      | 54,64    | 33.      | 54,78    | 33.      | 54,61    | 30.      | 3:38,74    | 32.        |
| Olekszij Zsukov Andrij Petuhov Vaszil Lantuh Olekszandr Bortyuk | Négyes      | 53,61    | 28.      | 53,75    | 28.      | 53,99    | 27.      | 53,97    | 28.      | 3:35,32    | 27.        |

## Északi összetett
| Versenyző           | Versenyszám | Síugrás | Síugrás | Síugrás    | Sífutás | Sífutás | Összesítés | Összesítés |
| Versenyző           | Versenyszám | Pont    | Hely.   | Időhátrány | Idő     | Hely.   | Idő        | Helyezés   |
| ------------------- | ----------- | ------- | ------- | ---------- | ------- | ------- | ---------- | ---------- |
| Dmitro Proszvirnyin | Egyéni      | 208,5   | 13.     | +4:16      | 40:48,8 | 25.     | 45:04,8    | 16.        |

## Gyorskorcsolya
Férfi
| Versenyző          | Versenyszám | Eredmény | Helyezés |
| ------------------ | ----------- | -------- | -------- |
| Oleh Kosztromityin | 500 m       | 37,50    | 23.      |
| Oleh Kosztromityin | 1000 m      | 1:15,95  | 33.      |
| Jurij Sulha        | 1500 m      | 1:54,28  | 10.      |
| Jurij Sulha        | 5000 m      | 6:59,32  | 21.      |

## Műkorcsolya
| Versenyző                      | Versenyszám  | Rövid program     | Rövid program | Rövid program | Kűr               | Kűr   | Kűr         | Összesítés         | Összesítés |
| Versenyző                      | Versenyszám  | Több. hely. száma | Hely.         | Hely. pont.   | Több. hely. száma | Hely. | Hely. pont. | Helyezési pontszám | Helyezés   |
| ------------------------------ | ------------ | ----------------- | ------------- | ------------- | ----------------- | ----- | ----------- | ------------------ | ---------- |
| Viktor Petrenko                | Férfi egyéni | 6×9+              | 9.            | 4,5           | 7×4+              | 4.    | 4,0         | 8,5                | 4.         |
| Okszana Bajul                  | Női egyéni   | 7×2+              | 2.            | 1,0           | 5×1+              | 1.    | 1,0         | 2,0                |            |
| Olena Ljasenko                 | Női egyéni   | 5×17+             | 17.           | 8,5           | 7×20+             | 19.   | 19,0        | 27,5               | 19.        |
| Ljudmila Ivanova               | Női egyéni   | 5×18+             | 19.           | 9,5           | 7×23+             | 23.   | 23,0        | 32,5               | 22.        |
| Olena Beluszovszka Ihor Maljar | Páros        | 8×17+             | 17.           | 8,5           | 6×16+             | 16.   | 16,0        | 24,5               | 16.        |

| Versenyző                                   | Versenyszám | Kötelező tánc 1   | Kötelező tánc 1 | Kötelező tánc 1 | Kötelező tánc 2   | Kötelező tánc 2 | Kötelező tánc 2 | Eredeti (original) tánc | Eredeti (original) tánc | Eredeti (original) tánc | Kűr               | Kűr   | Kűr         | Összesítés         | Összesítés |
| Versenyző                                   | Versenyszám | Több. hely. száma | Hely.           | Hely. pont.     | Több. hely. száma | Hely.           | Hely. pont.     | Több. hely. száma       | Hely.                   | Hely. pont.             | Több. hely. száma | Hely. | Hely. pont. | Helyezési pontszám | Helyezés   |
| ------------------------------------------- | ----------- | ----------------- | --------------- | --------------- | ----------------- | --------------- | --------------- | ----------------------- | ----------------------- | ----------------------- | ----------------- | ----- | ----------- | ------------------ | ---------- |
| Irina Romanova Ihor Jarosenko               | Jégtánc     | 8×7+              | 7.              | 1,4             | 8×7+              | 7.              | 1,4             | 6×7+                    | 7.                      | 4,2                     | 6×7+              | 7.    | 7,0         | 14,0               | 7.         |
| Szvitlana Csernyikova Olekszandr Szosznenko | Jégtánc     | 9×19+             | 19.             | 3,8             | 9×19+             | 19.             | 3,8             | 9×19+                   | 19.                     | 11,4                    | 8×19+             | 19.   | 19,0        | 38,0               | 19.        |

## Síakrobatika
Ugrás
| Versenyző           | Versenyszám | Selejtező | Selejtező | Döntő   | Döntő    |
| Versenyző           | Versenyszám | Pont      | Helyezés  | Pont    | Helyezés |
| ------------------- | ----------- | --------- | --------- | ------- | -------- |
| Szerhij But         | Férfi       | 171,19    | 16.       | kiesett | kiesett  |
| Inna Palijenko      | Női         | 146,18    | 11.       | 135,28  | 11.      |
| Natalija Sertszneva | Női         | 147,78    | 9.        | 154,88  | 5.       |

## Sífutás
Női
| Versenyző               | Versenyszám         | Eredmény  | Helyezés |
| ----------------------- | ------------------- | --------- | -------- |
| Irina Taranenko-Terelja | 5 km                | 15:46,0   | 29.      |
| Irina Taranenko-Terelja | 10 km üldözőverseny | 30:38,2   | 20.      |
| Irina Taranenko-Terelja | 15 km               | 45:19,1   | 27.      |
| Irina Taranenko-Terelja | 30 km               | 1:31:26,5 | 20.      |

## Síugrás
| Versenyző        | Versenyszám | 1. ugrás | 1. ugrás | 2. ugrás | 2. ugrás | Összesítés | Összesítés |
| Versenyző        | Versenyszám | Pont     | Hely.    | Pont     | Hely.    | Pont       | Helyezés   |
| ---------------- | ----------- | -------- | -------- | -------- | -------- | ---------- | ---------- |
| Vaszil Hribovics | Normálsánc  | 56,0     | 58.      | 46,0     | 54.      | 102,0      | 56.        |
| Vaszil Hribovics | Nagysánc    | 40,8     | 50.      | 42,3     | 49.      | 83,1       | 52.        |

## Szánkó
| Versenyző                    | Versenyszám | 1. futam | 1. futam | 2. futam | 2. futam | 3. futam | 3. futam | 4. futam | 4. futam | Összesítés | Összesítés |
| Versenyző                    | Versenyszám | Idő      | Hely.    | Idő      | Hely.    | Idő      | Hely.    | Idő      | Hely.    | Idő        | Helyezés   |
| ---------------------------- | ----------- | -------- | -------- | -------- | -------- | -------- | -------- | -------- | -------- | ---------- | ---------- |
| Natalija Jakusenko           | Női egyes   | 49,233   | 9.       | 49,304   | 8.       | 49,413   | 13.      | 49,428   | 10.      | 3:17,378   | 8.         |
| Ihor Urbanszkij Andrij Muhin | Kettes      | 48,728   | 8.       | 48,963   | 11.      |          |          |          |          | 1:37,691   | 8.*        |

* - egy másik csapattal azonos eredményt ért el